# Lhotka (Vítkov)
Lhotka je malá vesnice, část města Vítkov v okrese Opava. Nachází se asi 3 km na severozápad od Vítkova. V roce 2009 zde bylo evidováno 36 adres. V roce 2001 zde trvale žilo 71 obyvatel.
Lhotka leží v katastrálním území Lhotka u Vítkova o rozloze 3,52 km2.

## Historie
První písemná zmínka o obci pochází z roku 1377.

## Těžba břidlice
Těžba břidlice severně od Lhotky byla zahájena koncem 19. století. V oblasti Nové Těchanovice - Lhotka na pravém břehu řeky Moravice existovaly tři důlní komplexy, které byly postupně propojeny , a jedna lokalita, kde se břidlice těžila povrchově. Břidlicový důl Lhotka je jedinou lokalitou v ČR, kde byla zachována těžba břidlice až do 21. století.

## Pamětihodnosti
- Kaple Povýšení sv. Kříže